# Kohlgarten
Kohlgarten ist ein Wohnplatz der Stadt Teupitz im Landkreis Dahme-Spreewald in Brandenburg.

## Geografische Lage
Der Wohnplatz liegt nördlich des Stadtzentrums unmittelbar am Teupitzer See und ist über die Straße Kohlgarten mit der L 742 verbunden, die die Siedlung mit der Stadt verbindet. Das Gelände liegt auf einer Höhe von rund 35 m ü. NHN.

## Geschichte
Nach der Auflösung der Gutsbezirke kamen der Großteil der Flächen des ehemaligen Gutsbezirks zur Stadt Teupitz. In der Zeit um 1928 bis 1931 entstanden zahlreiche Bebauungspläne, darunter auch für den Wohnplatz Kohlgarten. Zu den Bewohnern zählten unter anderem im Jahr 1931 der Ingenieur Johann Schütte, im Jahr 1936 die Journalistin Margret Boveri sowie im Jahr 1937 der Betreiber des Berliner Titania-Palastes Hugo Lemke. In der Zeit der DDR besaßen zahlreiche Prominente dort ein Wochenendhaus, darunter im Jahr 1955 der Schriftsteller Willi Bredel, im Jahr 1971 der deutsche Widerstandskämpfer und spätere Kommandeur des Wachregiments „Feliks Dzierzynski“ Heinz Gronau sowie um 1960 der Journalist Gerhard Dengler.